# 新潟県道152号東柏崎停車場比角線
新潟県道152号東柏崎停車場比角線（にいがたけんどう152ごう ひがしかしわざきていしゃじょうひすみせん）は、新潟県柏崎市内を通る一般県道である。

## 概要

### 路線データ
- 起点：東柏崎停車場（新潟県柏崎市比角1丁目）
- 終点：新潟県柏崎市田塚1丁目（国道8号・新潟県道11号柏崎小国線交点）

## 地理

### 通過する自治体
- 新潟県柏崎市

### 接続する道路
- 柏崎市道（起点：柏崎市比角1丁目、「東柏崎駅」東口）

この間東行き一方通行区間あり（四谷一交差点 - 四谷三交差点）
- 国道8号・新潟県道11号柏崎小国線（終点：田塚交差点）

### 周辺
- JR越後線 東柏崎駅
- 新潟県警察 柏崎警察署
- 新潟県柏崎地域振興局
  - 企画振興部
  - 地域整備部
  - 農業振興部
- 新潟県立柏崎常盤高等学校
- 柏崎市立第二中学校
- 柏崎市立比角小学校
- 第四北越銀行 柏崎日吉町支店
- 大光銀行 柏崎南支店
- 柏崎信用金庫 四谷支店
- 新潟大栄信用組合 柏崎支店
- 柏崎四谷郵便局
- 田塚簡易郵便局
- リケン 柏崎事業所
- 柏崎機械金属団地（工業団地）
- MEGAドン・キホーテ 柏崎店
- 洋服の青山 柏崎店
- クスリのアオキ
  - 柏崎中央店
  - 松美店